# Arthropteris anniana
Arthropteris anniana är en spjutbräkenväxtart som beskrevs av Lawairée. Arthropteris anniana ingår i släktet Arthropteris och familjen Nephrolepidaceae. Inga underarter finns listade.